# Ярмагаев, Емельян
Емелья́н Ярмага́ев (настоящее имя Влади́мир Емелья́нович Ярмага́ев; 28 июня 1918 — 1995) — советский и российский писатель.
Сын педагога Емельяна Серафимовича Ярмагаева, племянник радиорежиссёра Владимира Ярмагаева. Учился в музыкальном техникуме, с третьего курса призван в армию (1939). Служил в инженерном полку. Участник Великой Отечественной войны. Демобилизовавшись, заочно окончил филологический факультет Ленинградского университета (1952). Работал редактором в ленинградском отделении издательства АН СССР, затем 16 лет преподавал русский язык и литературу в вечерней школе.
Дебютировал автобиографической повестью о войне «Время нашей зрелости» в журнале «Звезда» (1962, № 3); критик Василий Литвинов расценил этот дебют как многообещающий. Вторая повесть Ярмагаева «Мы пришли с войны» также основана на автобиографическом материале. Две последующие книги «Возвращающий надежду» и «Приключения Питера Джойса» принадлежат к характерным образцам советской историко-приключенческой прозы для подростков.